# Gorilla Angreb
Gorilla Angreb var et københavnsk punkband. Gruppen startede i år 1999 fordi hardcore-punkgruppen Amdi Petersens Armés trommeslager Skralle tog nogle måneder til USA, og bandet derfor måtte holde en lang pause. Peter Bonneman og Tommas "Banger" Svendsen fra Amdi Petersens Armé startede så Gorilla Angreb med Mai og Claus. Peter og Tommas havde egentlig startet gruppen i efteråret 1999 som et fritidsband, men fra 2002 og frem blev det et fuldtidsprojekt. I 2002 blev bassisten Claus skiftet ud med Simon Retardo (som på det tidspunkt spillede med punkrock- / rock n roll-bandene Los Retardos og Headfall Attitudes).

## Historie
Gorilla Angreb spillede en melodisk punk med en snert af garagepunk, og sammenspillet mellem Peter og Mais vokaler blev af nogen sammenlignet med det tidlige californiske punkband X's lyd.
Deres første udgivelse, som var en E.P. i gul vinyl, blev udgivet af det nu hedengange pladeselskab Kick'n'Punch (medstiftet af Tommas "Banger" Svendsen) i 2004. Den vakte stor omtale i udlandet, især i det amerikanske punk-tidsskrift Maximumrocknroll, der placerede bandet på forsiden af deres juninummer det år.
Udgivelsen skabte opsigt i punkkredse både i Danmark og i udlandet, hvilket umiddelbart kan virke en smule overraskende for et band, der udelukkende sang på dansk. Men interessen for dansk punk havde været stigende især i USA siden Amdi Petersens Armé havde turneret i landet.
Denne interesse steg yderligere med udgivelser fra bands som Gorilla Angreb og No hope for the kids (et band som Peter Bonneman også spiller med i), og det førte også til vellykkede amerikanske turnéer for begge bands.
I juli 2007 turnerede Gorilla Angreb i Japan.
Bedre Tider fra 2006 12" solgte 1500 eksemplarer på kort tid.
I 2007 udkom på Hjernespind Records en opsamlingsplade der indeholder størstedelen af bandets tidligere udgivne sange.
31. juli 2007 meddelte Mai, at hun forlod Gorilla Angreb. Efter at have søgt efter en ny kvindelig forsanger i et stykke tid forlod Peter også bandet, og Gorilla Angreb blev kort efter opløst. Tommas driver i dag pladeforretningen Repo Man Records på Nørrebro, som af og til også udgiver plader, sammen med to andre, og pladeselskabet Hjernespind. Spild Af Vinyl udgav i maj 2008 Peter Bonnemans solo-vinyl-single "Jeg Kendte Dem Ikke" og Retardo spiller stadig i grupperne Los Retardos og Headfall Attitudes.
I 2016 genopstod bandet og blev blandt andet booket til to koncerter i Los Angeles, og herudover spillede de den første danske koncert i ni år i det nye ungdomshus på Dortheavej.

## Diskografi
- "2000 Demo" bånd – (2000)
- "s/t" 7" vinyl E.P. – Kick'n'Punch (2004) / Feral Ward (2004)
- "Split In A Half" split E.P. med bandet Lokum 7" – Hjernespind (2005) / Armageddon (2005)
- "Aborted 2000 E.P." – Instigate Records (2005) / Feral Ward (2005)
- "Long Island" – Spild Af Vinyl (2005) / Armageddon (2005)
- "Bedre Tider" 12" E.P – Kick'n'punch (2006) / Feral Ward (2006)

- Discography CD – Feral Ward (2006) (Opsamling af de fire singler og "Bedre Tider" og tidligere udgivne sange).
- Discography CD – JAPANSK UDGAVE(2006) (Opsamling af alle tidligere udgivne sange + livenumre).
- Discography CD – AUSTRALSK UDGAVE (2006) (Opsamling af alle tidligere udgivne sange + video).
- Discography LP – Hjernespind Records (2007)

## Compilations
- København i Ruiner double 7" – kick n punch (2003) (med sangene København i ruiner/Soldat til leje).
- Public Safety LP – Maximum Rock'n'Roll (2006) (med sangen Darwin '05).

## Eksterne Kilder
- http://www.kicknpunch.com/Sider/Gorilla-bio.htm[ Gorilla angrebs side på det hedengangnge Kick'n'Punch] Arkiveret 17. september 2007 hos  Wayback Machine
- Liveoptagelse af sangen Motorsavsmasahahakren optaget i Nagoya, Japan fra den japanske turne i 2007 på youtube.com
- http://www.instigaterecords.com/instigate.php?id=13&section=bands[ Interview med bandet på Instigate records hjemmeside] Arkiveret 13. juli 2011 hos  Wayback Machine
- http://www.discogs.com/artist/Gorilla+Angreb